# Disko (otok)
Disko  (grenlandski: Qeqertarsuaq, danski: Disko øer) je veliki otok u Baffinovom zaljevu, uz zapadnu obalu Grenlanda. Ima površinu od 8.578 km2 , što ga čini drugim najvećim otokom Grenlanda (nakon glavnog otoka Grenlanda) i jednim od 100 najvećih otoka na svijetu. Naziv Qeqertarsuaq znači Veliki otok (od qeqertaq = otok).

## Zemljopis
Otok ima duljinu od oko 160 km, uzdižući se na prosječnu visinu od 975 metara, dosižući visinu 1919 m. Luka Qeqertarsuaq (nazvana po otoku, a također poznata kao Godhavn) leži na njegovoj južnoj obali. Dolina Blæsedalen se nalazi sjeverno od Qeqertarsuaqa.
Otok je odvojen od poluotoka Nuussuaq na sjeveroistoku tjesnacem Sullorsuaqom. Na južnoj strani otoka leži zaljev Disko, uvala otoka Baffin.

## Povijest
Erik Crveni bio je prvi zabilježeni posjetitelj otoka Disko u razdoblju između 982. i 985., a možda ga je koristio i kao bazu za ljetni lov i ribolov vikinških kolonista

## Geologija
Mineralne sirovine, fosilni nalazi i geološke formacije su povećale interes za to područje. Jedna od zanimljivih geoloških značajki je telursko željezo naći na otoku.22 tona grumena mješavine željeza i željeznog karbida (kohenita) je pronađen. Postoji samo nekoliko mjesta na Zemlji gdje je pronađeno telursko željezo koji nije meteorskog podrijetla.
Postoje brojni topli izvori na otoku. Mikroskopska životinja Limnognathia, jedini poznati član svog reda, otkrivena je u tim izvorima.

## Biološka raznolikost
Nekoliko studija o meiofauni je pokazalo da je morska intersticijalna raznolikost visoka na otoku Disko. Na primjer, vrsta Gastrotricha Diuronotus aspetos se nalazi u zaljevu Iterdla i Kigdlugssaitsut , a do sada sje zabilježen samo na otoku Disko. Ona je povezana s bogatom raznolikošću drugih Gastrotricha poput Chatonotus atrox, Halichaetonotus sp., Mesodasys sp., Paradasys sp., Tetranchyroderma sp., Thaumastoderma sp. i Turbanella sp.

## Vanjske poveznice
|  | Zajednički poslužitelj ima još gradiva o temi Disko (otok) |